# Megamphopus pachypus
Megamphopus pachypus är en kräftdjursart som beskrevs av Schellenberg 1925. Megamphopus pachypus ingår i släktet Megamphopus och familjen Isaeidae. Inga underarter finns listade i Catalogue of Life.